# روکلی
روکلی (به انگلیسی: Rookley) یک روستا و محله مدنی در بریتانیا است که در جزیره وایت واقع شده‌است. روکلی ۶۳۸ نفر جمعیت دارد.